# Rene Russo
Rene Marie Russo (Burbank, 17 de fevereiro de 1954) é uma atriz e modelo dos Estados Unidos.

## Biografia
De origem russa e alemã, Rene Russo é filha de Shirley Balocca e Nino Russo, que abandonou a família quando Rene tinha apenas dois anos de idade. Devido às dificuldades financeiras, ela trabalhou como anfitriã de restaurantes, caixa da Disneyland, inspetora de lentes de contato numa fábrica de lentes, entre outros trabalhos.
Nos anos 70 e 80, Rene Russo trabalhou como modelo fotográfico, tendo posado para a capa de diversas revistas, inclusive a revista Vogue.
Estreou na televisão em 1987, num papel coadjuvante, na série Sable. Dois anos depois, estreou no cinema, como a namorada do protagonista em Major League. O primeiro papel de sucesso foi em Lethal Weapon 3, em 1992.
Rene Russo é casada com o roteirista Dan Gilroy desde 1992, tem uma filha (Rose) e reside em Brentwood, na Califórnia.

## Filmografia
- 2019 - Avengers: Endgame (br: Vingadores: Ultimato)
- 2015 - The Intern (br: Um Senhor Estagiário)
- 2014 - Nightcrawler (br: O Abutre - pt: Nightcrawler - Repórter na Noite)
- 2013 - Thor: The Dark World (br: Thor 2 - O Mundo Sombrio - pt: Thor 2 - O Mundo das Trevas)
- 2011 - Thor (br: Thor)
- 2005 - Yours, Mine and Ours (br: Os seus, os meus e os nossos — pt: Todos ao monte)
- 2005 - Two for the Money (br: Tudo por dinheiro — pt: Aposta de risco)
- 2002 - Showtime (br / pt: Showtime)
- 2002 - Big Trouble (br: Grande problema — pt: Grande sarilho)
- 2000 - The Adventures of Rocky and Bullwinkle (br: As aventuras de Alceu e Dentinho — pt: As aventuras de Rocky e Bullwinkle)
- 1999 - The Thomas Crown Affair (br: Thomas Crown - A arte do crime — pt: O caso Thomas Crown)
- 1998 - Lethal Weapon 4 (br: Máquina mortífera 4 — pt: Arma mortífera 4)
- 1997 - Buddy (br: Buddy, meu gorila favorito — pt: Buddy - O chimpazé)
- 1997 - Ransom (br: O preço de um resgate — pt: Resgate)
- 1996 - Tin Cup (br: O jogo da paixão — pt: Tin Cup)
- 1995 - Outbreak (br: Epidemia — pt: Fora de controlo)
- 1995 - Get Shorty (br: O nome do jogo — pt: Jogos quase perigosos)
- 1993 - In the Line of Fire (br / pt: Na linha de fogo)
- 1992 - Freejack (br: Freejack - Os imortais — pt: Corrida contra o futuro)
- 1992 - Lethal Weapon 3 (br: Máquina mortífera 3 — pt: Arma mortífera 3)
- 1991 - One Good Cop (br: Justiça sob tutela)
- 1990 - Mr. Destiny (br: Destino em dose dupla)
- 1989 - Major League (br: Garra de campeões)
- 1988 - Meanwhile in Santa Monica

## Prêmios e indicações
MTV Movie Awards (EUA)
- Recebeu uma indicação na categoria de "Melhor Beijo", por Máquina mortífera 3, em 1992.

Framboesa de Ouro (EUA)
- Recebeu uma indicação na categoria de "Pior Atriz Coadjuvante", por As aventuras de Rocky e Bullwinkle, em 2000.